# Ain (reka)
Ain (provansalsko En) je 200 km dolga reka v vzhodni  Franciji, desni pritok Rone. Izvira v Jurskem hribovju, od koder teče proti jugu, skozi jezero Lac de Vouglans, vse do njenega izliva v Rono pri kraju Loyettes 40 km vzhodno od Lyona.

## Geografija

### Porečje
- Bienne
- Oignin
- Suran

### Departmaji in kraji
Reka Ain teče skozi naslednja departmaja in kraja:
- Jura: Champagnole,
- Ain: Pont-d'Ain.